# توماس تورنر
توماس تورنر (بالإنجليزية: Thomas Turner)‏ (7 مارس 1865 في أستراليا - 27 أكتوبر 1936 في أستراليا) هو لاعب كريكت أسترالي. لعب مع فريق فكتوريا للكريكت.

## وصلات خارجية
- توماس تورنر على موقع إي آس بي آن كريك إنفو (الإنجليزية)